# Цисык, Владимир Александрович
Владимир Александрович Цисык (20 сентября 1913 — 7 февраля 1971) — украинский и американский скрипач-виртуоз, музыкальный деятель и педагог, профессор музыки в Галичине и США. Отец Марии и Квитки Цисык.

## Биография

### В Галичине
Семья Владимира Цисыка происходила из села Лески (Ивано-Франковская область). Родился Владимир 20 сентября 1913 года в семье Александра и Марии Цисык. Его отец был железнодорожником, а также держал большую пасеку. Мать занималась домашним хозяйством и воспитанием детей. Всего у Владимира было шесть братьев и одна сестра.
Начальное образование Владимир Цисык получил в родном селе. Затем учился в Коломыйской гимназии. В Коломые он посещал уроки известного в крае скрипача и педагога Романа Рубингера. В 1926 году в гимназию пришёл дирижёр Филипп Баран. Он организовал симфонический оркестр, к которому привлёк лучших учеников-музыкантов, в том числе и Владимира Цисыка. Владимир играл в группе первых скрипок. С 1929 года Владимир Цисык стал студентом коломыйского филиала львовского Высшего музыкального института им. Н. Лысенко.
Музыкальное образование Цисык продолжил в Пражской консерватории, где занимался в течение двух лет в классе скрипача и педагога Бедржиха Волдана. Вернувшись в Галицию, поступил в консерваторию им. К. Шимановского Польского музыкального общества во Львове (класс профессора Марека Бауэра). Окончил консерваторию в 1936 году. Одновременно посещал занятия камерного ансамбля в Музыкальном институте им. Н. Лысенко у виолончелиста профессора Петра Пшенички.
Ещё до окончания своего музыкального образования, с 1935 года, Владимир начал работать в Львовском симфоническом оркестре, где был одним из немногих скрипачей-украинцев. В том же году музыкант был привлечён дирижёром Антоном Рудницким к участию в юбилейном тысячном спектакле «Запорожец за Дунаем» С. Гулака-Артемовского.
Выступал Цисык и с сольными номерами в различных симпозиумах. Так, 8 марта 1936 года он принял участие в Шевченковском празднике в Стрые, исполнив произведения Чайковского и Лысенко. 23 марта 1939 года в Малом зале Львовского музыкального института им. Н. Лысенко состоялся сольный концерт Владимира Цисыка (концертмейстер Нестор Нижанковский).
В годы Великой Отечественной войны Владимир Цисык преподавал в Высшем Музыкальном Институте им. Н. Лысенко, выступал на радио, работал во Львовской опере (концертмейстер, затем инспектор оркестра).

### Эмиграция

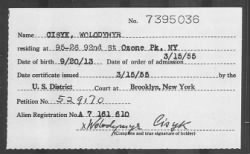
Запись о натурализации в США Владимира Цисыка, 1955 год.

Весной 1944 года вместе с частью труппы Львовской оперы Владимир Цисык эмигрировал на Запад, где в Германии попал в лагерь перемещённых лиц в немецком городе Байройт. Владимир вместе с братом-виолончелистом Зеноном Цисыком и земляком Анатолием Мельником создал музыкальное трио, которое давало концерты и выступало перед ранеными союзных войск в госпиталях.
В эмиграции Владимир женился на Иванне Кандяк-Лев, которую знал ещё со Львова. Через год у них родилась первая дочь Мария.
В 1949 году семья Цисык уехала в США, где Владимир в 1952 году стал соорганизатором и преподавателем в Украинском музыкальном институте в Нью-Йорке. Там же был руководителем струнного оркестра. Записи скрипичного аккомпанирования Владимира Цисыка издавались на пластинках украинских песен. В 1953 году в семье родилась ещё одна дочь — Квитослава, более известная как Квитка Цисык.
15 марта 1955 года супруги Цисык, Владимир и Иванна, получили гражданство США.
7 февраля 1971 года во время исполнения концовки первой части концерта в Украинском музыкальном институте в Нью-Йорке скрипачу стало плохо. По дороге в госпиталь он умер на 57-м году жизни. 10 февраля состоялась панихида. 11 февраля, после службы в церкви св. Юра, тело Владимира Цисыка было перевезено в семейный склеп в Филадельфии, штат Пенсильвания.